# ادریس بن زکری
ادریس بن زکری (عربی: ادريس ابن زكري؛ زادهٔ ۳۱ دسامبر ۱۹۷۰) یک بازیکن فوتبال اهل مراکش است. 
وی همچنین در تیم ملی فوتبال مراکش بازی کرده‌است.